# Rock County (Nebraska)
Rock County is een county in de Amerikaanse staat Nebraska.
De county heeft een landoppervlakte van 2.612 km² en telt 1.756 inwoners (volkstelling 2000). De hoofdplaats is Bassett.

## Bevolkingsontwikkeling

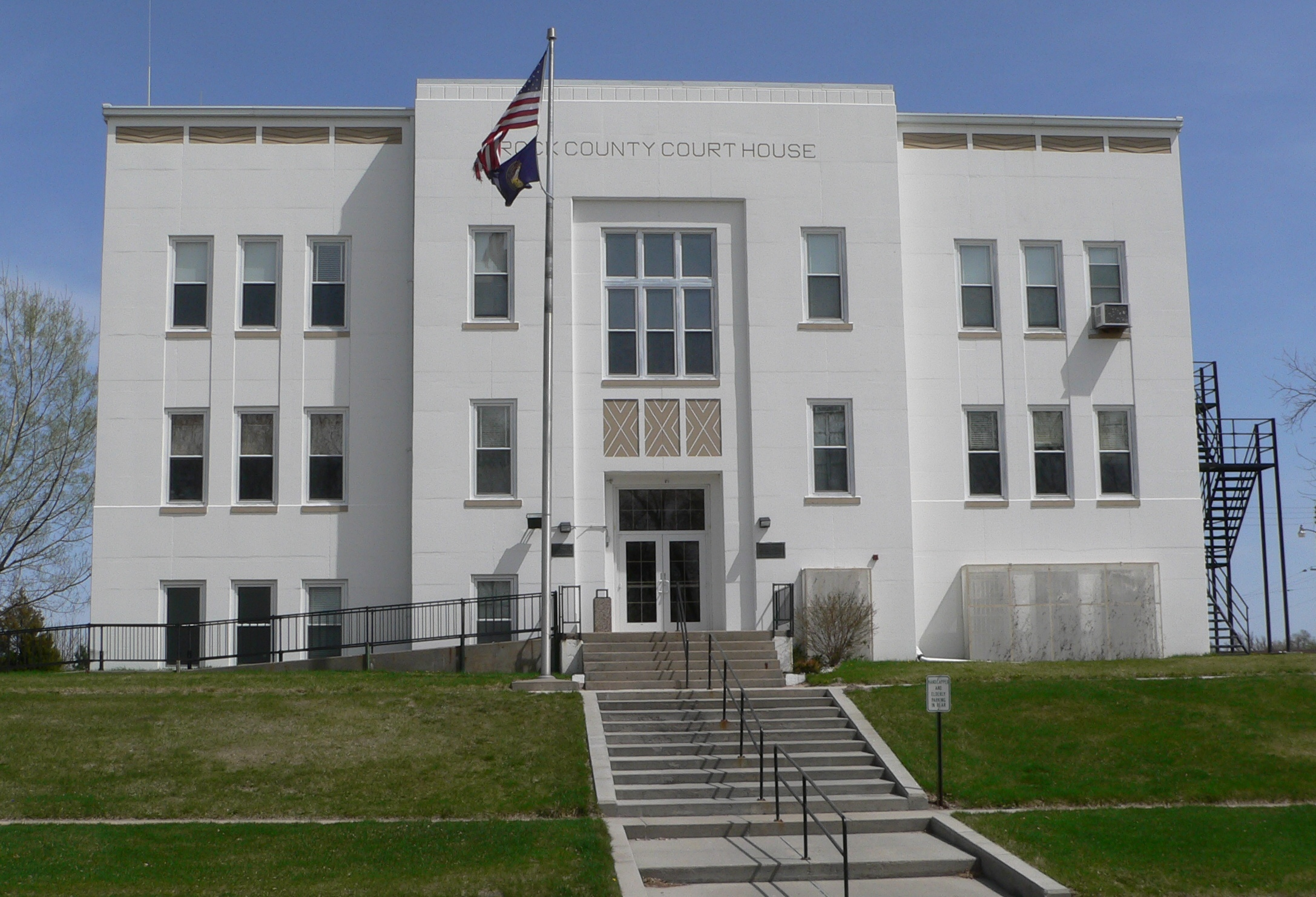
Rock County Courthouse